# Polymorphus cetaceum
Polymorphus cetaceum är en hakmaskart som först beskrevs av Johnston och George Newton Best 1942.  Polymorphus cetaceum ingår i släktet Polymorphus och familjen Polymorphidae. Inga underarter finns listade i Catalogue of Life.